# (221759) 2007 FZ12
(221759) 2007 FZ12 es un asteroide perteneciente al cinturón de asteroides, descubierto el 19 de marzo de 2007 por el equipo del  programa Catalina Sky Survey desde el Observatorio Steward de la Universidad de Arizona, en las Montañas de Santa Catalina, al nordeste de Tucson, Arizona, Estados Unidos.

## Designación y nombre
Designado provisionalmente como 2007 FZ12.

## Características orbitales
2007 FZ12 está situado a una distancia media del Sol de 3,114 ua, pudiendo alejarse hasta 3,638 ua y acercarse hasta 2,590 ua. Su excentricidad es 0,168 y la inclinación orbital 18,929 grados. Emplea 2007,24 días en completar una órbita alrededor del Sol.
Los próximos acercamientos a la órbita de Júpiter se producirán el 14 de mayo de 2070, el 14 de octubre de 2080 y el 22 de agosto de 2152.

## Características físicas
La magnitud absoluta de 2007 FZ12 es 15,11. 